# Anopisthocrania zonata
Anopisthocrania zonata är en tvåvingeart som beskrevs av Lindner 1935. Anopisthocrania zonata ingår i släktet Anopisthocrania och familjen vapenflugor. Inga underarter finns listade i Catalogue of Life.